# Entodon stramineus
Entodon stramineus là một loài Rêu trong họ Entodontaceae. Loài này được (Besch.) A. Jaeger mô tả khoa học đầu tiên năm 1878.